# Йо-Йо Родригес
Йо-Йо Родригес (англ. Yo-Yo Rodriguez), так же известная как Рогатка (англ. Slingshot), — супергероиня, появляющаяся в комиксах американского издательства «Marvel Comics». Также появлялась в телесериале «Агенты "Щ.И.Т."» и его спин-оффе «Агенты "Щ.И.Т.": Йо-Йо», где её роль исполнила Наталья Кордова-Бакли.

## История публикаций
Йо-Йо Родригес, созданная писателем Брайаном Майклом Бендисом и художником Алексом Малеевым, впервые появилась в комиксе New Avengers № 13 (июль 2008).

## Вымышленная биография
Йо-Йо Родригес является пуэрто-риканской дочерью суперзлодея Гриффона. Её вербует Ник Фьюри, и она присоединяется к его команде против Скруллов. Эта команда становится известной под названием Секретные воины.
После того, как злодей Горгон разрывает её руки, она временно не может быть активным членом команды. Тем не менее, обе руки были позже заменены на протезы, и она возвращается к службе.

## Силы и способности
Йо-Йо способна передвигаться на сверхчеловеческой скорости, а затем возвращаться в точку начала движения.

## Вне комиксов

### Телевидение
Елена Родригес появляется в третьем сезоне телесериала «Агенты "Щ.И.Т."», дебютировав в серии «Отскакивая назад», где её роль исполнила Наталья Кордова-Бакли. В сериале она является представителем Нелюдей. Она впервые сталкивается с организацией Щ.И.Т., когда они преследуют её из-за кражи оружия у коррумпированных членов Национальной полиции Колумбии. У неё возникают отношения с агентом МакКензи, который даёт ей прозвище «Йо-Йо». Позже Елена вступает в состав Секретных воинов, команду Нелюдей, возглавляемых Дейзи Джонсон.
После подписания Соковианского соглашения Родригес возвращается к повседневной жизни под мониторингом Щ.И.Т., но периодически помогает организации в четвёртом сезоне сериала.
В пятом сезоне Кордова-Бакли пополняет основной актёрский состав. Йо-Йо вместе с другими героями переносится в постапокалиптическое будущее, позже она встречает свою версию из будущего с ампутированными руками. Вернувшись в настоящее время в 10-й серии, Йо-Йо действительно лишается рук по вине молодой злодейки Руби Хейл. Позже Лео Фитц делает ей протезы из рук робота. В 18-й серии убивает Руби Хейл.

### Веб-сериал
Наталья Кордова-Бакли повторила роль Йо-Йо в персональном веб-сериале «Агенты «Щ.И.Т.»: Йо-Йо» — шестисерийном спин-оффе «Агентов "Щ.И.Т."».